# 변형 체스
번형 체스는 체스의 일부 규칙을 바꾼 게임이다. 체스에는 다양한 변형이 있다.

## 체스의 조상과 친척뻘 게임
- 차투랑가
- 샤트란지
- 차투라지
- 장기
- 쇼기
- 샹치
- 선떠러지
- 시투인
- 샤타르

## 변형 규칙 체스
- 크레이지하우스
- 체스960

## 판이 큰 체스
- 카파블랑카 체스
- 그랜드 체스
- 쿠리어 체스

## 판 모양이 다른 체스
- 실린더 체스 :판의 좌우를 붙임
- 토로이달 체스 : 판의 상하, 좌우를 각각 붙임
- 스피리컬 체스 : 구면에서 두는 체스
- 육각형 체스
- 삼각형 체스
- 롬빅 체스

## 비대칭 체스
- 던세이니 체스 : 백은 폰만 32개
- 마하라자와 세포이 : 백은 퀸 + 나이트의 행마를 하는 킹이 있음
- 체스 위드 디퍼런트 아미

## 다인용 체스
- 3인용 체스
- 4인용 체스
- 5인용 체스
- 6인용 체스
- 7인용 체스

## 같이 보기
- 변형 체스 기물